# Doucen
Doucen (em árabe: دوسان) é uma cidade e comuna localizada na província de Biskra, Argélia. Segundo o censo de 2008, a população total da cidade era de 26 455 habitantes.